# Йоргу Йордан
Йоргу Йордан (рум. Iorgu Iordan, 29 вересня 1888, Текуч — 20 вересня 1986, Бухарест) — румунський філолог і лінгвіст, журналіст, пізніше політик-комуніст.

## Біографія
Народився в сім'ї болгарина і румунки. У 1908 закінчив ліцей в Яссах, в 1911 — Ясський університет, в якому Йоргу вивчав літературу, філософію і право, після чого в тому ж році кілька місяців стажувався в Берліні. Після Першої світової війни додатково вивчав лінгвістику в Бонні, Парижі, Флоренції та Римі, захистивши в результаті докторську дисертацію в 1919. Пізніше працював викладачем ліцею в Яссах і Галаці, перш ніж стати асистентом професора в Ясському університеті в 1926 і титулярним професором в 1927.
Політикою почав займатися ще в 1918, співпрацюючи в журналі «Viaţa Românească». Спочатку був членом Партії різноробочих, яка потім влилася в Селянську партію, а з 1926 — лівого крила Національної селянської партії, яке покинув через чотири роки й приєднався до антифашистської групи, пов'язаної з Комуністичною партією Румунії. У 1933 був одним із засновників профспілки освітян. Був переконаним противником фашизму і «Залізної гвардії», через що в 1940 був відправлений у відставку, але в 1941 відновлений на професорській посади після остаточної перемоги Антонеску над «легіонерами». В кінці 1944, коли Румунія вийшла з війни, вступив в Соціал-демократичну партію, в 1945 здійснював нагляд за випровадженням з університетів викладачів, які виявляли симпатії нацизму, а також недовгий час керував Національним театром в Яссах. У 1945-1947 був послом Румунії в СРСР.
У 1946 переїхав до Бухареста і став професором Бухарестського університету. Був автором великої кількості наукових робіт, в основному пов'язаних з румунською мовою, романськими мовами в цілому. У 1945 був обраний дійсним членом Румунської Академії наук, де з 1955 очолив Комісію з вивчення формування румунської мови й народу, з 1949 по 1952 і з 1958 до виходу на пенсію в 1962 — глава румунського Інституту мовознавства. У 1934 заснував Бюлетень інституту румунської філології «Alexandra Philippide», який видавався до 1948. Був редактором журналів «Limba romînă» (з 1952), «Revue de linguistique» (1956-1963, з 1964 — «Revue roumaine de linguistique»).
Похований в Бухаресті на цвинтарі Беллу.